# San Francisco Film Critics Circle Awards 2012

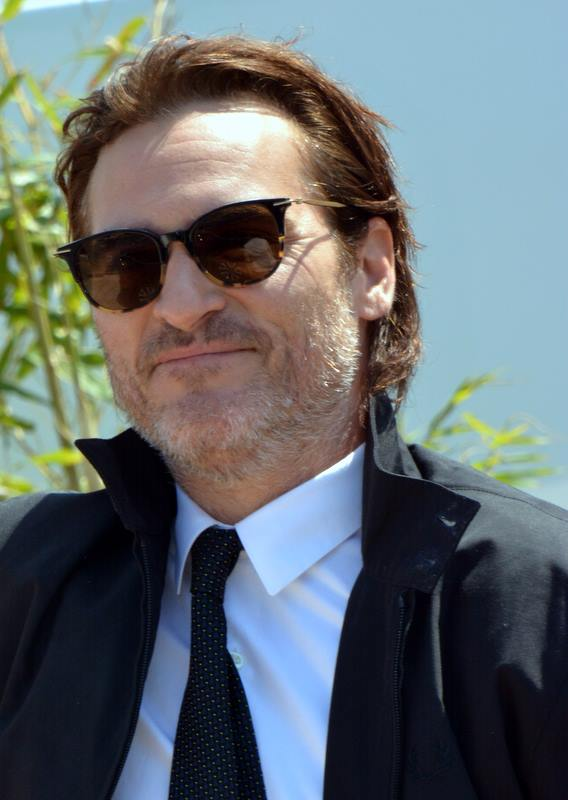
Joaquin Phoenix, vítěz v kategorii nejlepší mužský herecký výkon v hlavní roli

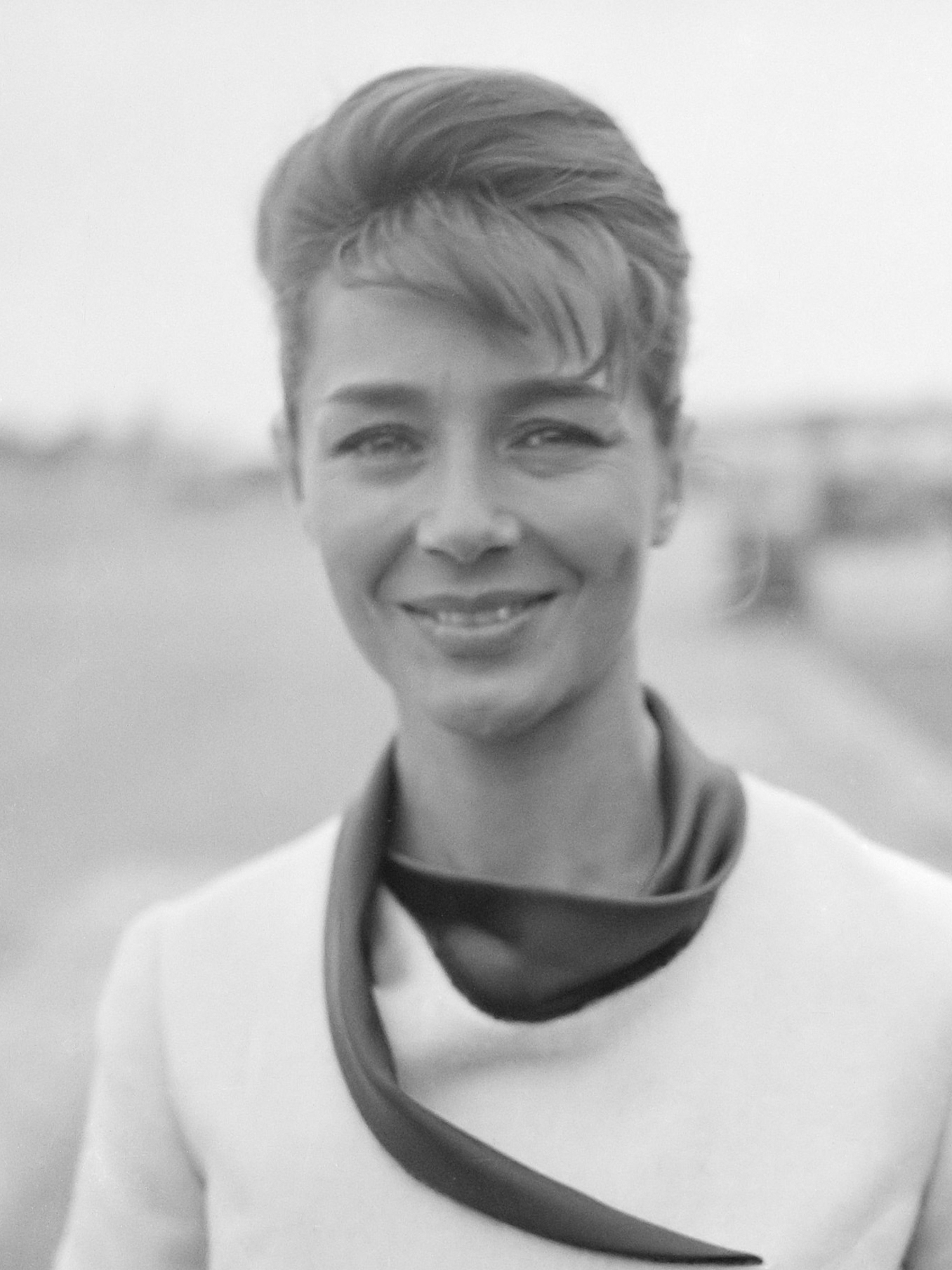
Emmanuelle Riva, vítězka v kategorii nejlepší ženský herecký výkon v hlavní roli

Na 11. ročníku udílení cen San Francisco Film Critics Circle Awards byly předány ceny v těchto kategoriích dne 16. prosince 2012.

## Vítězové
Nejlepší film: Mistr
Nejlepší režisér: Kathryn Bigelowová – 30 minut po půlnoci
Nejlepší původní scénář: Mark Boal – 30 minut po půlnoci
Nejlepší adaptovaný scénář: Tony Kushner – Lincoln
Nejlepší herec v hlavní roli: Joaquin Phoenix – Mistr
Nejlepší herečka v hlavní roli: Emmanuelle Riva – Láska
Nejlepší herec ve vedlejší roli: Tommy Lee Jones – Lincoln
Nejlepší herečka ve vedlejší roli: Helen Hunt – Sezení
Nejlepší animovaný film: Norman a duchové
Nejlepší cizojazyčný film: Láska (Rakousko, Francie, Německo)
Nejlepší dokument: The Waiting Room
Nejlepší kamera: Claudio Miranda – Pí a jeho život
Nejlepší střih: William Goldenberg – Argo
Nejlepší výprava: Adam Stockhausen – Až vyjde měsíc
Ocenění Marlon Riggs: Peter Nicks – The Waiting Room
Speciální ocenění: Girl Walk//All Day